# Emmanuel Ramazani Shadary
Emmanuel Ramazani Shadary, né le 29 novembre 1960 à Kasongo, est un homme politique congolais.
Il est député national, ancien vice-gouverneur et gouverneur de la province de Maniema, président du groupe parlementaire PPRD et coordonnateur de la majorité présidentielle (MP) à l'Assemblée nationale de la république démocratique du Congo. Il est candidat de la majorité pour l’élection présidentielle de 2018, arrivant en troisième position, derrière Félix Tshisekedi et Martin Fayulu.

## Biographie
Après une licence en sciences politiques et administrative à l'université de Lubumbashi, Emmanuel Ramazani Shadary effectue un troisième cycle en sciences politiques et administratives à l'université de Kinshasa, où il obtient un diplôme d’études approfondies (DES).
Il a été assistant à l’Institut supérieur de développement rural (ISDR)[Où ?] et à l’Institut supérieur de commerce (ISC) de Kindu de 1992 à 1994.  
Professeur d’université, il dispense le cours d'histoire politique du Congo à l’université de Kinshasa et à l'université libre de Kinshasa.

### Carrière politique
En 1995, il a été élu secrétaire général de la Société civile du Maniema et en 1997, vice-gouverneur sous le régime de Laurent-Désiré Kabila. En 1998, il est nommé gouverneur de la dite province par le même Mzée Kabila. Il sera reconduit en 2001 par le président de la République, Joseph Kabila.
En 2002, il participe à la fondation du Parti du peuple pour la reconstruction et la démocratie (PPRD), au sein duquel il a exercé, entre 2005 et 2015, la fonction de secrétaire national chargé du processus électoral et de président de la commission de discipline.
Durant la première législature, de 2006 à 2011, il est 1er vice-président de la commission politique administrative et juridique de l'Assemblée nationale. Réélu député national en 2011, il est, depuis 2012, président du groupe parlementaire PPRD. Il coordonne la majorité présidentielle à la même assemblée.

### Sanctions de l'Union européenne
En ses qualités de vice-Premier ministre et ministre de l'Intérieur et de la Sécurité, il est responsable de la police et des services de sécurité et de la coordination du travail des gouverneurs de province depuis son entrée en fonction le 20 décembre 2016. À ce titre, l'Union européenne, qui l'a inscrit sur une liste de sanctions le 29 mai 2017, le considère comme responsable des récentes arrestations de militants et de membres de l'opposition et de l'usage disproportionné de la force depuis sa nomination, comme l'action violente contre les membres du Nouveau Mouvement religieux Bundu dia Kongo (BDK) fondé en 1969 dans le centre du Congo, la répression à Kinshasa en janvier et février 2017 et l'usage disproportionné de la force et la répression violente dans la province du Kasaï. Dans cette fonction, il est donc impliqué dans la planification, le contrôle ou la commission d'actions qui constituent des violations graves des droits de l'homme. Les sanctions incluent une interdiction de pénétrer sur le territoire de l'UE et un gel des avoirs ainsi que l'interdiction de mettre des fonds et ressources économiques à la disposition des personnes listées.
Emmanuel Ramazani Shadary conteste les sanctions de l'Union européenne à son encontre et en mars 2023, la Cour de justice de l'Union européenne lui donne raison, considérant que les preuves de son implication ne sont pas suffisantes. Les sanctions sont par conséquent levées en juin 2023.

### Élection présidentielle 2018
Le 8 août 2018, Emmanuel Ramazani Shadary est choisi comme candidat de la majorité pour l’élection présidentielle prévue le 23 décembre et qui doit décider du successeur de Joseph Kabila. Voyant son régime très contesté par la population, celui-ci accepte en effet sous la pression nationale et internationale de ne pas briguer un troisième mandat après seize ans au pouvoir. Proche allié de Kabila présenté comme son « dauphin », Emmanuel Ramazani Shadary est alors perçu comme une « marionnette » visant à permettre à Kabila de continuer à exercer un contrôle sur la politique congolaise. Emmanuel Ramazani Shadary reçoit notamment le soutien de la députée Jolie Kenda, qui lance alors la plateforme « Alliance de Joseph Kabila et Ramazani Shadary pour le Développement ».
À l'annonce des résultats par la Commission électorale nationale indépendante (CENI) en date du 9 janvier 2019, Emmanuel Shadary est placé en troisième position. C'est Félix Tshisekedi qui est élu. Néanmoins, son élection est contestée par Martin Fayulu qui revendique 61 % des voix et les résultats sont mis en doute par la conférence épiscopale nationale du Congo (CENCO) et par le gouvernement français.
Le 12 janvier, Fayulu dépose un recours à la Cour constitutionnelle.
Le 15 janvier, des fuites de résultats obtenues par RFI, Financial Times, TV5 Monde, issues de résultats compilés par la CENI et par la CENCO, montreraient une victoire de Fayulu. Fayulu obtiendrait entre 62,8 et 73,61 %, Shadary entre 7,90 et 17,99 % et Tshisekedi entre 15 et 17 %,,,.
Dans la nuit du 19 au 20 janvier 2019, Félix Tshisekedi est proclamé élu président de la République par la Cour constitutionnelle. Fayulu s'autoproclame président élu et appelle la communauté internationale à ne pas reconnaître cette décision.